# Episodi di The Larry Sanders Show (terza stagione)
La terza stagione della serie televisiva The Larry Sanders Show è stata trasmessa in anteprima negli Stati Uniti d'America dalla HBO tra il 22 giugno 1994 e il 12 ottobre 1994.
| nº | Titolo originale          | Titolo italiano | Prima TV USA      | Prima TV Italia |
| -- | ------------------------- | --------------- | ----------------- | --------------- |
| 1  | Montana                   |                 | 22 giugno 1994    |                 |
| 2  | You're Having My Baby     |                 | 29 giugno 1994    |                 |
| 3  | Would You Do Me a Favor?  |                 | 6 luglio 1994     |                 |
| 4  | The Gift Episode          |                 | 13 luglio 1994    |                 |
| 5  | People's Choice           |                 | 20 luglio 1994    |                 |
| 6  | Hank's Night in the Sun   |                 | 27 luglio 1994    |                 |
| 7  | Office Romance            |                 | 3 agosto 1994     |                 |
| 8  | The Mr. Sharon Stone Show |                 | 10 agosto 1994    |                 |
| 9  | Headwriter                |                 | 17 agosto 1994    |                 |
| 10 | Like No Business I Know   |                 | 24 agosto 1994    |                 |
| 11 | Larry Loses a Friend      |                 | 31 agosto 1994    |                 |
| 12 | Doubt of the Benefit      |                 | 7 settembre 1994  |                 |
| 13 | Hank's Divorce            |                 | 14 settembre 1994 |                 |
| 14 | The Fourteenth Floor      |                 | 21 settembre 1994 |                 |
| 15 | Next Stop Bottom          |                 | 28 settembre 1994 |                 |
| 16 | Arthur's Crises           |                 | 5 ottobre 1994    |                 |
| 17 | End of the Season         |                 | 12 ottobre 1994   |                 |